# Stożek marmurowy
Stożek marmurowy (Conus marmoreus) – gatunek ślimaka z rodziny stożków (Conidae). Zasiedla zachodni Indo-Pacyfik; według IUCN zasięg występowania rozciąga się na wschód po Wyspy Marshalla i Fidżi.
Długość muszli wynosi 30–150 mm. Posiada charakterystyczny wzór w postaci białych plam na czarnym tle.
Stożek marmurowy jest pierwszym stożkiem opisanym przez Linneusza w 10. wydaniu Systema Naturae; jako lektotypu użył okazu z własnej kolekcji. Jest to także gatunek typowy rodzaju Conus. Także bardzo toksyczny, choć odnotowano jedynie jedno ukąszenie w roku 1887. C. marmoreus żywi się wyłącznie mięczakami.